# Шпаро, Дмитрий Игоревич
Дми́трий И́горевич Шпаро́ (род. 23 августа 1941, Москва) — известный советский и российский путешественник и писатель, руководитель экспедиции, которая первой в мире достигла Северного полюса на лыжах (1979). Заслуженный мастер спорта СССР (1979).

## Биография
Родился в семье писателя Игоря Шпаро.
После окончания средней школы с золотой медалью окончил механико-математический факультет МГУ (поступил 1958, окончил 1963), кандидат физико-математических наук (1968), ученик М. Г. Шура.
Как вспоминал Д. И. Шпаро: «Годы студенчества и учебы в аспирантуре как раз и были временем моего приобщения к активному спортивному туризму… Походы с „мехматянами“ в горы, плавание на плотах и лыжные многодневки».
Много лет работал преподавателем в Московском институте стали и сплавов, доцент, считался одним из самых строгих преподавателей института. После экспедиции 1979 года по договоренности с руководством института треть рабочего времени проводил на кафедре, а остальное время посвящал путешествиям в различные труднодоступные уголки земного шара. Научную и преподавательскую деятельность прекратил после создания клуба «Приключение» в 1989 году.
В 1970—1989 гг. руководил полярной экспедицией «Комсомольской правды», на её базе в 1989 г. создал клуб «Приключение». 
Отыскал могилу Витуса Ионассена Беринга[когда?].
Член Русского географического общества.
В 2012 году являлся членом «Народного штаба» (по Москве) кандидата в президенты Владимира Путина.

## Путешествия и экспедиции
1970 — На лыжах до островов Комсомольской Правды.
1973 — экспедиция на Таймыр. Участники полярной экспедиции «Комсомольской правды» были готовы идти на лыжах к Северному полюсу, но экспедиция не состоялась, так как не было получено разрешение от ЦК КПСС. Вместо полюса экспедиция отправилась на Таймыр, поставив перед собой историко-географические задачи. Командир восточного отряда, научный руководитель полярной экспедиции «Комсомольской правды» Юрий Хмелевский должен был искать склад Эдуарда Толля. Экспедиция увенчалась успехом. Находка позволила практически доказать, что продукты в условиях Крайнего Севера могут храниться многие десятилетия. Этим фактом заинтересовалось Министерство мясной и молочной промышленности СССР, и в 1974 и 1980 годах были организованы научные экспедиции для закладки продуктов питания на длительное хранение. Дело было продолжено Росрезервом и Россельхозакадемией, и аналогичные экспедиции отправились на полуостров Таймыр в 2004 и 2010 годах.
В 1979 году возглавил первую в истории лыжную экспедицию на Северный полюс.
В 1988 году советско-канадская экспедиция под руководством Шпаро пересекла на лыжах Северный Ледовитый океан по маршруту: СССР — Северный полюс — Канада. За этот переход Д. Шпаро был удостоен третьим по значимости советским орденом Трудового Красного Знамени, а также престижным призом ЮНЕСКО «Справедливая игра». В экспедиции, несмотря на сложности, принял участие начинающий путешественник Фёдор Конюхов.
В 1998 году Дмитрий Шпаро вместе с сыном Матвеем Шпаро осуществил первое в истории пересечение на лыжах Берингова пролива, разделяющего Азию и Америку. Героев поздравили президент России Борис Ельцин и президент США Билл Клинтон. За пересечение Берингова пролива Дмитрий и Матвей Шпаро занесены в Лондонскую Книгу рекордов Гиннесса.

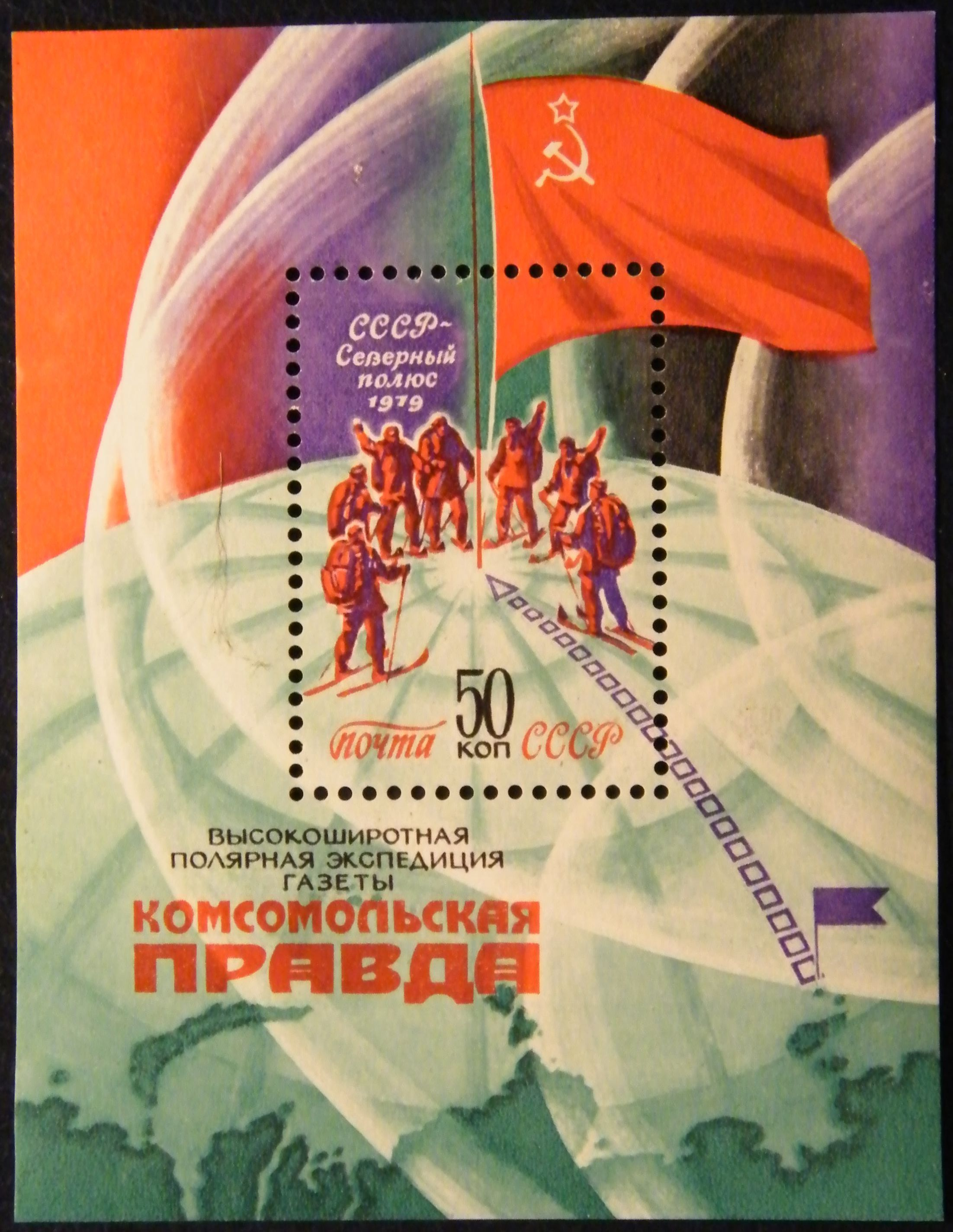
Высокоширотная экспедиция газеты «Комсомольская правда», почтовый блок СССР (1979 год)
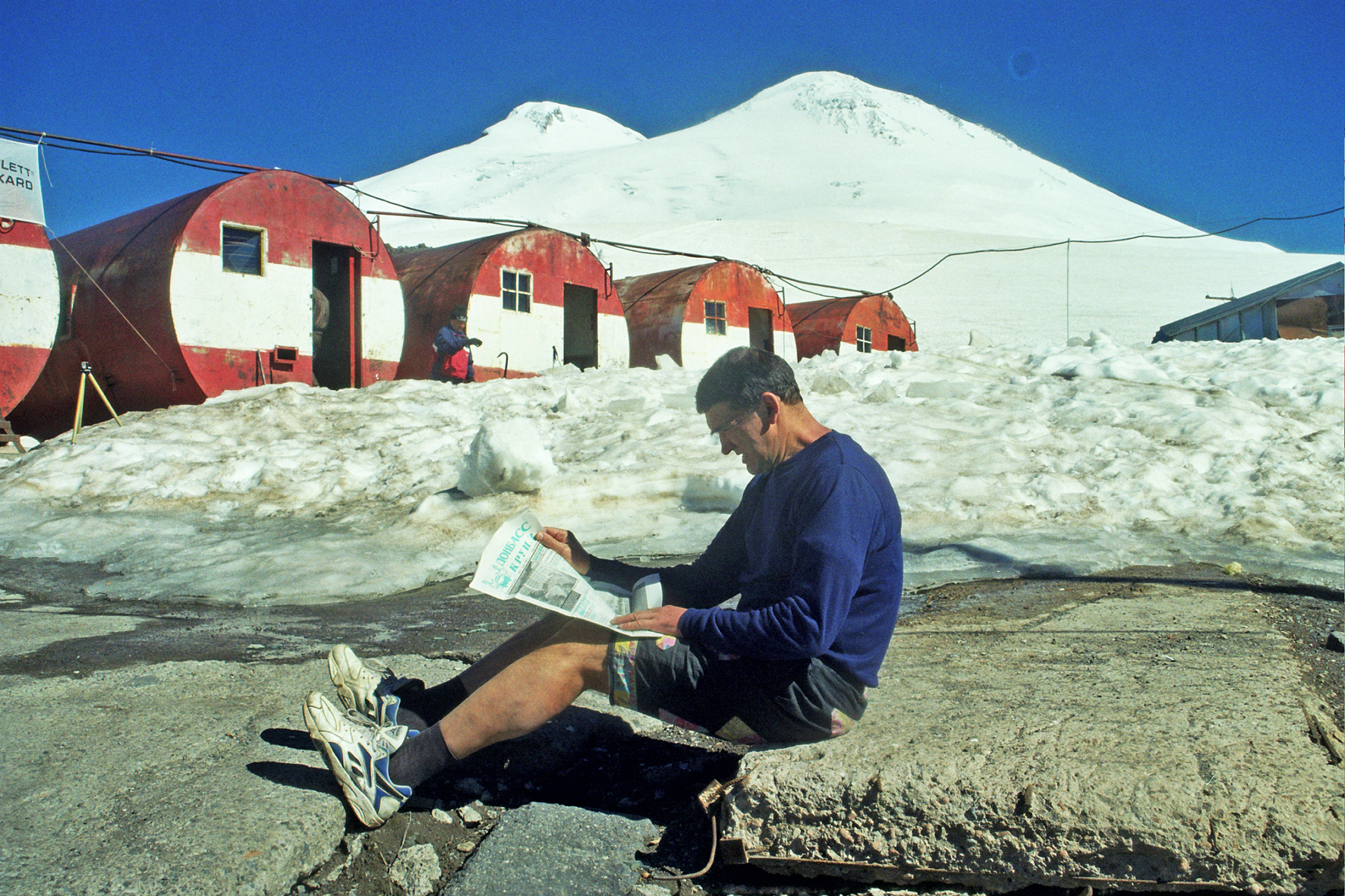
Д. Шпаро читает газету «Вечерний Донецк» на Эльбрусе
Дмитрий Игоревич с сыновьями Никитой и Матвеем

В 2006 году Дмитрий Шпаро возглавил ледовый штаб экспедиции к Северному полюсу правящего князя Монако Альбера II. Находясь на ледовой базе «Барнео», Д. Шпаро отвечал за интерпретацию метеорологических прогнозов и дистанционное руководство маршрутной группой по мере её продвижения.
2008 год — при непосредственном деятельном участии Дмитрия Шпаро состоялись две успешные экспедиции к Северному полюсу. Впервые в мире команда лыжников достигла вершины планеты полярной ночью (путешествие М. Шпаро и Б. Смолина) и впервые на Северный полюс пришла команда российских юношей и девушек в возрасте 16-18 лет. Молодёжные экспедиции к Северному полюсу стали регулярными и проводятся ежегодно.
2011 — Экспедиция по перезахоронению останков арктического исследователя Германа Вальтера.

## Неудавшиеся экспедиции
1997 год — на лыжах через Берингов пролив. Дмитрий Шпаро и его сыновья оказались на дрейфующей льдине, которую ветром постоянно сносило в сторону российских территориальных вод. Экспедиция отправила сигнал SOS и была эвакуирована на вертолёте.

## Клуб «Приключение»
В 1989 году Дмитрий Шпаро организовал клуб «Приключение», который имеет статус благотворительного оздоровительного фонда. Д. Шпаро — председатель правления и директор клуба «Приключение». С 1991 года клуб «Приключение» занимается спортивной реабилитацией инвалидов. Клуб организовывает и проводит уникальные марафоны в инвалидных колясках:
- Москва — Киев — Кривой Рог (1991 г., 1 400 км);
- Владивосток — Санкт-Петербург (1992 г., 11 000 км);
- Санкт-Петербург — Алма-Ата (1994 г., 9 000 км);
- Семипалатинск — Челябинск — Чернобыль (1996 г., 10 000 км).

В 1995 году клуб «Приключение» осуществил международное восхождение на Казбек. В составе экспедиции были участники, прикованные к инвалидным коляскам, из Армении, Азербайджана, Грузии, Норвегии и России.
В 1999 году клуб «Приключение» совместно с Институтом археологии РАН организовал экспедицию в устье реки Оленёк на берегу моря Лаптевых, где была обнаружена и исследована могила Василия и Татьяны Прончищевых. Экспедиция произвела эксгумацию и перезахоронение останков супругов Прончищевых; в ходе этой работы была выполнена реконструкция их лиц, были написаны портреты, а также установлены причины смерти Василия Прончищева (эмболия).
Дмитрий Шпаро — идеолог и организатор экспедиций и программ, проводимых созданным им клубом «Приключение». Среди них — российская лыжная экспедиция через Гренландию (2000 г.), в которой принял участие спортсмен, использующий в обычной жизни инвалидную коляску; восхождение команды здоровых и инвалидов на высшую точку Северной Америки Мак-Кинли (Денали); массовая российско-британская легкоатлетическая эстафета «Великий Русский путь» из Владивостока в Санкт-Петербург (2005 г.).
В 2000 году клуб «Приключение» открыл в Республике Карелия детский оздоровительный лагерь «Большое Приключение», где дети от 8 до 18 лет совершают путешествия на катамаранах, велосипедах, пешком с собаками породы хаски, на лыжах и собачьих упряжках (зимой). Лагерь в Карелии работает круглогодично, его идеи развиваются в детских лагерях в Краснодарском крае, в парке высотных веревочных курсов в городе Руза, Московская обл., в Хаски-парке в Сокольниках. В каждом — разные виды активного отдыха, разработанные специально для подростков и молодёжи. Но все они объединены общей идеей, которая пропагандирует детский активный отдых — отдыхать надо с пользой и смыслом. Основным методом во всех лагерях является моментальное погружение в путешествие.

Экспедиция инвалидов под руководством Дмитрия Шпаро на Эльбрусе
Экспедиция Дмитрия Шпаро на Эльбрусе
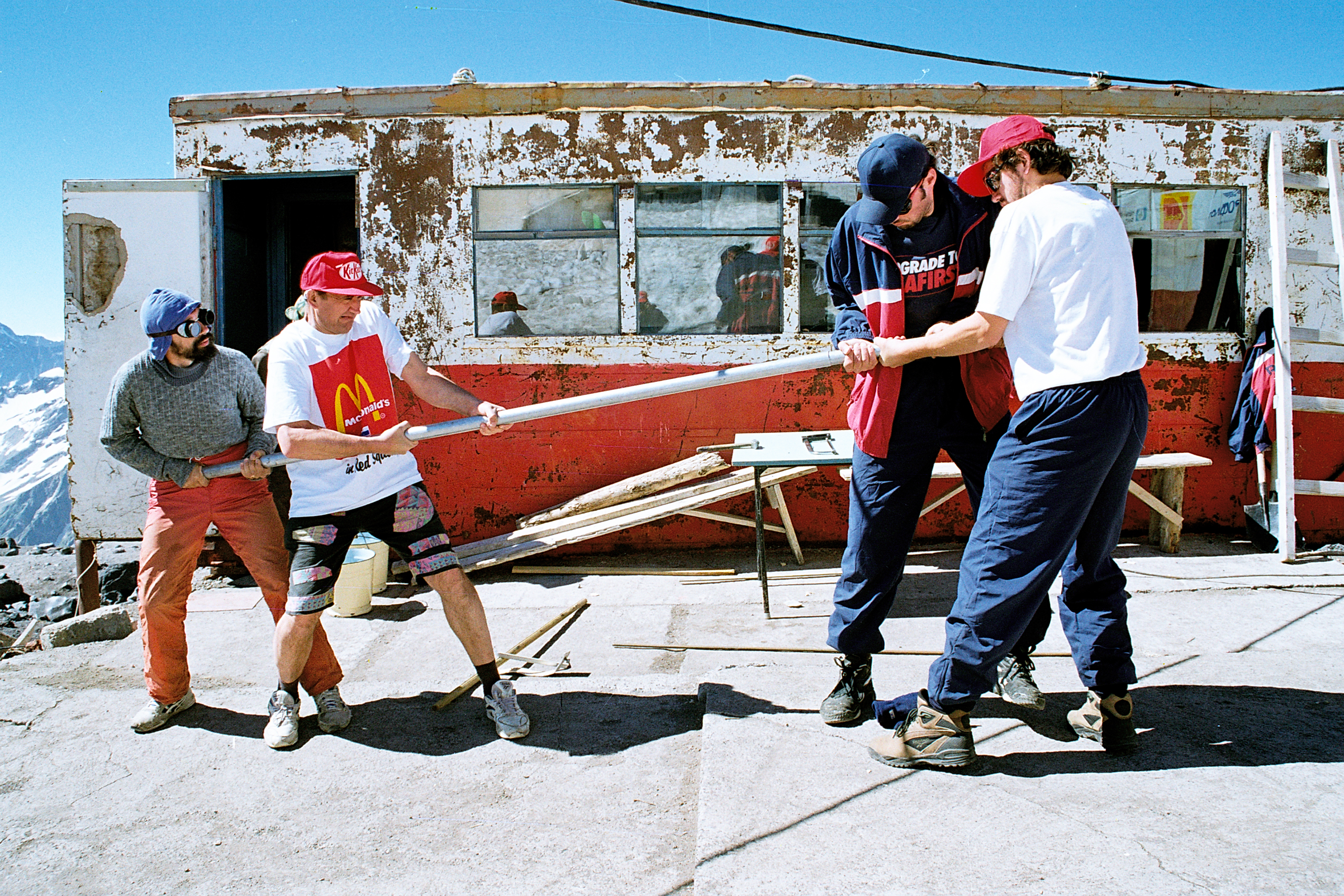
Д. Шпаро в «Приюте одиннадцати» на Эльбрусе (2-й слева)

## Факты
- Дмитрий Шпаро сыграл роль лектора (камео) в школьном клубе в фильме Игоря Вознесенского «Признать виновным» (1983).
- Радиолюбительский позывной: UA3AJH.

## Книги
1. Снегирёв В., Шпаро Д. И. Путь на Север. — М.: Молодая гвардия, 1979.
2. Шпаро Д. И., Шумилов А. В. Три загадки Арктики. — М.: Мысль, 1982.
3. Шпаро Д. И., Шумилов А. В. К полюсу! — М.: Молодая гвардия, 1987.
4. Шпаро Д. И. Капитан «Геркулеса». — М.: Политиздат, 1992.
5. Шпаро Д. И., Шпаро М. Д. Вызов Гренландии. — М.: Вагриус, 2001. — ISBN 5-264-00412-9
6. Шпаро Д. И., Шпаро М. Д. Победа на Мак-Кинли / Victory on Mount McKinley. — М.: Московские учебники и Картолитография, 2009. — ISBN 978-5-7853-1033-9
7. Шпаро Д. И. Второе возвращение Фредерика Кука (не издана)[11][12]
8. Шпаро Д. И. Неизвестный Пири. — Paulsen, 2022.[13][14]